# Resident Evil: The Umbrella Chronicles
 (octobre 2019).
Si vous disposez d'ouvrages ou d'articles de référence ou si vous connaissez des sites web de qualité traitant du thème abordé ici, merci de compléter l'article en donnant les références utiles à sa vérifiabilité et en les liant à la section « Notes et références ».
Resident Evil: The Umbrella Chronicles (initialement Resident Evil: Umbrella Corp. Chronicles) est un jeu vidéo de survival horror.
C'est l'adaptation des volets 0, 1 et 3 de Resident Evil sur Wii avec la maniabilité que propose la Wiimote et le pistolet Wii Zapper ainsi que sur PlayStation 3 avec la maniabilité que propose le PS move.

## Histoire
L'histoire se décompose en quatre chapitres retraçant l'histoire de la compagnie Umbrella et des aventures passées. Ainsi, le premier chapitre se déroule dans le centre d'entraînement de Resident Evil 0, le deuxième dans le manoir de Resident Evil 1, le troisième dans le commissariat de police et la ville de Raccoon City, Resident Evil 3. Chaque chapitre sera joué par deux personnages travaillant en duo : Rebecca et Billy, Jill et Chris, puis Jill et Carlos.
La suite de l'aventure nous emmènera dans un lieu inédit : la forteresse d'Umbrella. Nous y apprendrons la chute d'Umbrella. Ce chapitre sera jouable avec Jill et Chris.

## Système de jeu
L'histoire est divisée en quatre chapitres, chacun jouable avec deux personnages. Les personnages sont tirés des épisodes 0, 1, 3 mis à part quelques-uns qui sont inédits. Le premier chapitre se passe dans un train, le deuxième dans un manoir, le troisième dans les égouts et dans un commissariat. Le dernier chapitre se situe dans la base d'Umbrella située en Russie. Il est possible de débloquer des scénarios avec des personnages secondaires.
Le gameplay est en Rail Shooter, tirant parti de la Wiimote ou du PS move pour les phases de tir et les contres. Les personnages ont diverses armes et contre-attaques. Ils ne peuvent porter que deux armes au début de chaque mission.
Les munitions des armes de poing de base de chaque personnage sont illimitées.
Les principales armes des différents Resident Evil sont présentes plus une totalement inédite pour un total de quinze armes que l'on peut améliorer (abstraction faite de l'arme de base de chaque personnage).
Des archives sont éparpillées partout dans les niveaux et il faut détruire le décor pour les découvrir. Celles-ci sont soit des copies de certains documents des Resident Evil principaux, soit tirées du Wesker's report, soit font la synthèse de certains événements, soit sont totalement inédits.

## Accueil

### Critique
Le jeu sorti initialement en 2007 reçoit des avis mitigés, avec une note de 12/20 sur Jeuxvideo.com. Malgré tout, une suite sortira deux ans plus tard, en 2009, sous le titre de Resident Evil: The Darkside Chronicles.

### Ventes
Les ventes sont jugées raisonnables avec 1,5 million d'exemplaires vendus pour la version Wii. Aucun chiffre précis concernant la version HD en PlayStation 3 n'est connu.

## Bande originale
Resident Evil: The Umbrella Chronicles Original Soundtrack est la bande originale du jeu sortie le 19 décembre 2007.